# Гладій Андроник Михайлович
Андроник Михайлович Гладій (*10 серпня 1895, Середній Березів — †після 1927) — військовий, громадський діяч; хорунжий Української Галицької армії та Армії УНР.

## Біографія
Народився в сім'ї священика і сільського вчителя Михайла Гладія та його дружини Корнелії. Закінчив Яблунівську школу і 5 класів Української гімназії в місті Коломиї. Покинув навчання через матеріальні труднощі, які виникли внаслідок смерті батька. Працював у місцевому суді, аби допомогти братам — старший навчався в рільничій школі в Чехо-Словацькій республіці, а молодший — у гімназії.
У 1919 пішов до УГА, пізніше до Армії УНР. Повернувшись додому, здобув атестат зрілості в Станіславській гімназії (1921). Нелегально перейшов кордон із ЧСР, де вступив до Високої торговельної школи (Прага, 1922). Зарахований дійсним слухачем статистичного та економічного відділів економічно-кооперативного факультету Української-Господарської академії в Подєбрадах (1922).
22 листопада 1922 в Подєбрадах занотував спогад «Український Рубікон» — про перехід Галицької армії 15 липня 1919 року через Збруч на Велику Україну. У розпачі написав: «Буде Лях проклятий батьками орати, Матерями волочити».
Захистивши дипломну роботу «з успіхом дуже добрим», здобув фах інженера-економіста (1927).